# Prima Categoria Basilicata 1970-1971
Nella stagione 1970-1971 la Promozione era il quinto livello del calcio italiano (il massimo livello regionale). Tuttavia nel 1970-1971 in Basilicata il massimo livello regionale continuò ad essere la Prima Categoria.
Il campionato è strutturato in vari gironi all'italiana su base regionale, gestiti dai Comitati Regionali di competenza. Promozioni alla categoria superiore e retrocessioni in quella inferiore non erano sempre omogenee; erano quantificate all'inizio del campionato dal Comitato Regionale secondo le direttive stabilite dalla Lega Nazionale Dilettanti, ma flessibili, in relazione al numero delle società retrocesse dal Campionato Interregionale e perciò, a seconda delle varie situazioni regionali, la fine del campionato poteva avere degli spareggi sia di promozione che di retrocessione.

## Classifica

### Girone unico

#### Squadre partecipanti
| Club                  | Città                   | Stagione precedente                           |
| --------------------- | ----------------------- | --------------------------------------------- |
| S.C. Avigliano        | Avigliano (PZ)          |                                               |
| U.S. Bernalda         | Bernalda (MT)           |                                               |
| S.C. Ferrandina Pozzi | Ferrandina (MT)         |                                               |
| G.S. Gianni Rivera    | Matera                  |                                               |
| G.S. Gibo Tolve       | Tolve (PZ)              |                                               |
| A.S. Grassano         | Grassano (MT)           |                                               |
| U.S. Lagonegro        | Lagonegro (PZ)          |                                               |
| U.S. Libertas Invicta | Potenza                 |                                               |
| A.S. Melfi            | Melfi (PZ)              |                                               |
| U.S. Moliternese      | Moliterno (PZ)          | 10º posto nel girone unico di Prima Categoria |
| U.S. Pisticci         | Pisticci (MT)           |                                               |
| S.S. Santarcangiolese | Sant'Arcangelo (PZ)     |                                               |
| U.S. Stigliano        | Stigliano (MT)          |                                               |
| Pol. Tricarico        | Tricarico (MT)          |                                               |
| C.S. Vultur           | Rionero in Vulture (PZ) |                                               |

#### Classifica finale
|  | Pos. | Squadra          | Pt | G  | V  | N | P  | GF | GS | DR  |
|  | ---- | ---------------- | -- | -- | -- | - | -- | -- | -- | --- |
|  | 1.   | Pisticci         | 43 | 28 | 19 | 5 | 4  | 70 | 22 | +48 |
|  | 1.   | Tricarico        | 43 | 28 | 18 | 7 | 3  | 57 | 27 | +30 |
|  | 3.   | Stigliano        | 34 | 28 | 13 | 8 | 7  | 46 | 33 | +13 |
|  | 4.   | Libertas Invicta | 32 | 28 | 12 | 8 | 8  | 47 | 35 | +12 |
|  | 5.   | Avigliano        | 30 | 28 | 12 | 6 | 10 | 39 | 28 | +11 |
|  | 6.   | Melfi            | 29 | 28 | 12 | 8 | 8  | 35 | 29 | +6  |
|  | 7.   | Vultur Rionero   | 27 | 28 | 12 | 3 | 13 | 44 | 34 | +10 |
|  | 8.   | Gibo Tolve       | 26 | 28 | 9  | 8 | 11 | 46 | 42 | +4  |
|  | 8.   | Bernalda         | 26 | 28 | 10 | 7 | 11 | 30 | 34 | -4  |
|  | 8.   | Grassano         | 26 | 28 | 11 | 6 | 11 | 41 | 36 | +5  |
|  | 11.  | Gianni Rivera    | 22 | 28 | 7  | 8 | 13 | 34 | 43 | -9  |
|  | 12.  | Ferrandina Pozzi | 21 | 28 | 8  | 5 | 15 | 25 | 65 | -40 |
|  | 12.  | Moliternese      | 21 | 28 | 9  | 4 | 15 | 35 | 55 | -20 |
|  | 14.  | Lagonegro        | 18 | 28 | 7  | 6 | 15 | 33 | 43 | -10 |
|  | 15.  | Santarcangiolese | 13 | 28 | 5  | 3 | 20 | 30 | 86 | -56 |

Legenda:
      Promosso in Serie D.
      Retrocesso in Seconda Categoria.
Regolamento:
Due punti a vittoria, uno a pareggio, zero a sconfitta.
Pari merito in caso di pari punti.
Note:
Bernalda e Moliternese hanno scontato 1 punto di penalizzazione in classifica per una rinuncia.
Grassano e Lagonegro hanno scontato 2 punti di penalizzazione in classifica per due rinunce.
Melfi ha scontato 3 punti di penalizzazione in classifica per tre rinunce.

### Spareggio per il 1º posto in classifica e promozione in Serie D
|           | Risultati   |          | Luogo e data            |
| --------- | ----------- | -------- | ----------------------- |
| Tricarico | 2 - 0 (dts) | Pisticci | Potenza, 27 giugno 1971 |
|           |             |          |                         |